# Eleonora
Eleonora – imię żeńskie nieustalonego pochodzenia; być może hebrajskiego (może od el – „Bóg” oraz or – „światło”; czyli „Bóg mi światłem”), arabskiego lub greckiego (od eleo – „lituję się”).
Jej postacią zdrobniałą (skróconą) jest Nora.
Eleonora imieniny obchodzi: 21 lutego.
Odpowiedniki w innych językach:
- esperanto: Eleonora[4].

Znane osoby noszące imię Eleonora, Nora:
- Eleonora I z Nawarry – królowa Nawarry
- Eleonora Akwitańska – królowa Francji, później królowa Anglii,
- Eleonora Austriacka – królowa Portugalii, później królowa Francji,
- Eleonora Avis – cesarzowa Niemiec,
- Eleonora – infantka i następczyni tronu Królestwa Hiszpanii, córka króla Filipa VI;
- Eleonora Sabaudzka (1280–1324) – hrabianka sabaudzka
- Eleonora Gonzaga – cesarzowa Niemiec,
- Eleonora Magdalena Gonzaga – cesarzowa Niemiec,
- Eleonora van Dijk
- Eleonora Dziękiewicz – polska siatkarka, reprezentantka kraju
- Eleonora de Guzmán – szlachcianka kastylijska,
- Eleanor Jackson – wokalistka brytyjskiego zespołu La Roux
- Eleanor Roosevelt – żona prezydenta USA – Franklina Delano Roosevelta, działaczka, dyplomata i publicystka
- Eleonora Korycińska – polska aktorka teatralna
- Nora Ekberg – piosenkarka
- Nora Ney – aktorka
- Nora Roberts – pisarka
- Nora Ephron – pisarka
- Nora Ikstena – pisarka
- Nora Iuga – pisarka
- Nora Salinas – aktorka
- Nora Zehetner – aktorka
- Nora Tschirner – aktorka
- Nora Gjakova – judoczka
- Nora Joyce – małżonka Jamesa Joyce`a
- Nora Krusze – ekonomistka
- Nora Schimming-Chase – polityczka
- Nora Szczepańska – poetka